# You Got My Mind Messed Up
You Got My Mind Messed Up — дебютний студійний альбом американського соул співака Джеймса Карра, який було випущено в 1967 році на лейблі Goldwax. Записаний у 1966 році.
У 1967 році альбом посів 25-е місце в чарті R&B Albums журналу «Billboard».
У 1966 році сингл «You've Got My Mind Messed Up» посів 7-е місце в чарті R&B Singles і 64-є місце в чарті Billboard Hot 100, «Love Attack» — 21-е місце в R&B Singles і 99-е місце в Billboard Hot 100, «Pouring Water on a Drowning Man» — 23-є місце в R&B Singles і 85-е місце в Billboard Hot 100. У 1967 році «The Dark End of the Street» посів 10-е місце в R&B Singles і 70-є місце в Billboard Hot 100.

## Список композицій
Оригінальне видання
1. «Pouring Water on a Drowning Man» (Дрю Бейкер, Дені Маккормік) — 2:40
2. «Love Attack» (Квінтон Клонч) — 2:54
3. «Coming Back to Me Baby» (Джордж Джексон) — 1:59
4. «I Don't Want to Be Hurt Anymore» (Доллі Грір) — 2:24
5. «That's What I Want to Know» (Джеймс Карр, Рузвельт Джеймісон) — 1:56
6. «These Ain't Raindrops» (Квінтон Клонч) — 2:35
7. «The Dark End of the Street» (Чіпс Моман, Ден Пенн) — 2:34
8. «I'm Going for Myself» (Ернест Джонсон, Едгар Кемпбелл) — 2:25
9. «Lovable Girl» (О.Б. Макклінтон) — 2:24
10. «Forgetting You» (О.Б. Макклінтон) — 2:54
11. «She's Better Than You» (О.Б. Макклінтон)- 2:22
12. «You've Got My Mind Messed Up» (О.Б. Макклінтон) — 2:25

Бонус-композиції 2002
1. «These Arms of Mine» (Отіс Реддінг) — 2:37 (1977)
2. «You Don't Want Me» (Рузвельт Джеймісон) — 2:11 (1999)
3. «There Goes My Used to Be» (Джеймісон) — 2:32 (1992)
4. «A Lucky Loser» (Гомер Бенкс, Аллен Джонс) — 2:07 (2002)
5. «Dixie Belle» (Джеррі Фостер, Вілберн Райс) — 2:23 (1977)
6. «Search Your Heart» (Джексон, Раймонд Мур) — 3:04 (1977)
7. «Sock It to Me, Baby!» (Лоуренс Браун, Боб Крю) — 2:14 (1999)
8. «My Adorable One» (Іррел Іда Бергер, Клара А. Томпсон) — 3:29 (1977)
9. «Love Is a Beautiful Thing» (Едвард Брігаті, Фелікс Кавальєре) — 2:46 (2002)
10. «Life Turned Her That Way» (Гарлан Говард) — 2:58 (2002)
11. «A Losing Game» (Джемс Карр, Денні Вівер) — 2:02 (2002)
12. «What Can I Call My Own» (Ларрі Роджерс) — 2:47 (1977)

## Учасники запису
- Джеймс Карр — вокал, альт-саксофон

Технічний персонал
- Рудольф «Док» Расселл — продюсер
- Чіпс Моман — інженер, звукозапису

## Хіт-паради
Альбоми
| Рік  | Чарт       | Позиція |
| ---- | ---------- | ------- |
| 1967 | R&B Albums | 25      |

Сингли
| Рік  | Сингл                             | Чарт              | Позиція |
| ---- | --------------------------------- | ----------------- | ------- |
| 1966 | «You've Got My Mind Messed Up»    | R&B Singles       | 7       |
| 1966 | «You've Got My Mind Messed Up»    | Billboard Hot 100 | 63      |
| 1966 | «Love Attack»                     | R&B Singles       | 21      |
| 1966 | «Love Attack»                     | Billboard Hot 100 | 99      |
| 1966 | «Pouring Water on a Drowning Man» | R&B Singles       | 23      |
| 1966 | «Pouring Water on a Drowning Man» | Billboard Hot 100 | 85      |
| 1967 | «The Dark End of the Street»      | R&B Singles       | 10      |
| 1967 | «The Dark End of the Street»      | Billboard Hot 100 | 77      |

## Видання
| Країна | Дата | Лейбл   | Формат | Каталог |
| ------ | ---- | ------- | ------ | ------- |
| США    | 1967 | Goldwax | LP     | GW 3001 |